# 八坂神社 (壱岐市)
八坂神社（やさかじんじゃ）は長崎県壱岐市の神社。市内に2社鎮座する。

## 八坂神社（郷ノ浦町郷ノ浦）
市内の郷ノ浦町郷ノ浦に鎮座する。

### 祭神
祇園大明神と厳島大明神、外4柱を祀る。

### 歴史
元文2年（1737年）に郷ノ浦地区内の造り酒屋の杜氏が病気平癒を祈願した奉賽に山笠を奉納（郷ノ浦祇園山笠の起源）。

### 祭礼
- 祇園祭 - 1988年（昭和63年）までは7月24日に宵の祭、7月25日に御神輿、山笠をあわせて祇園祭としていた。1989年（平成元年）から一部の地区では7月24日に宵の祭、7月25日に御神輿を行っている。
- 郷ノ浦祇園山笠 - 1989年（平成元年）からは毎年7月の第4土曜日・日曜日の2日間に渡って行われる壱岐島内でも最大級の夏祭り。

### 周辺
- 郷ノ浦港
- 長崎県立壱岐高等学校
- 壱岐市役所

## 八坂神社（勝本町新城西触）
市内の勝本町新城西触に鎮座する。

### 祭神
素盞嗚尊を祀る。